# بحبك يا حلوة (فلم)
بحبك يا حلوة هو فيلم مصري من إنتاج عام 1970، بطولة حسن يوسف وناهد شريف وإخراج عبد المنعم شكري.

## قصة الفيلم
يعين (مصطفى) في وظيفة حكومية بمدينة الأقصر، ويستطيع بمساعدة زملائه الجدد: (سعيد) و(فكري) في العثور على سكن في عمارة (شكري) أفندي، ويشيع أنه متزوج وبصدد إحضار زوجته. يتعرف على (ليلى) ابنة شكري ويحبها ويخبرها بحقيقة أنه غير متزوج حتى يحصل على الشقة، في الوقت الذي تحاول فيه (سميحة) ابنة الجيران أن تتزوجه، لكنه يتهرب منها.

## طاقم التمثيل
- حسن يوسف: (مصطفى)
- ناهد شريف: (ليلى)
- عادل إمام: (سعيد)
- حسن مصطفى: (فكري)
- أميرة: (سميحة)
- عبد العليم خطاب: (حمدان والد سميحة)
- سلامة إلياس: (شكري المفتش)
- عصمت رأفت: (والدة سوسن)
- كامل أنور: (مراد عوض مراد)
- حسين إسماعيل: (المعلم)
- محمد يحيى: (محمود)
- حنان يوسف: (سوسن)
- أحمد أبو عبية

## فريق العمل
- إخراج: عبد المنعم شكري
- تأليف: أحمد عبد الوهاب
- إنتاج: أفلام عبد المنعم بهنسي
- توزيع: الشركة العامة للتوزيع السينمائي
- مونتاج: عبد العزيز فخري
- مدير التصوير: عبد المنعم بهنسي

## وصلات خارجية
- مقالات تستعمل روابط فنية بلا صلة مع ويكي بيانات
- صفحة الفيلم على موقع السينما